# 布熱季斯拉夫三世
布熱季斯拉夫三世（捷克語：Jindřich Břetislav，?—1197年6月15日或19日），又名英德日赫·布熱季斯拉夫三世，普熱米斯爾王朝的波希米亞公爵（1193年－1197年）。波希米亞公爵弗拉迪斯拉夫一世之子亨利之子、奧托卡一世的堂兄弟。

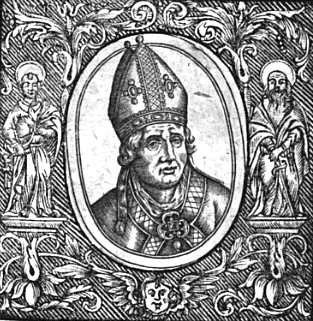

## 即位
布熱季斯拉夫在巴黎大學以優越的成績完成學業後，他被任命為在布拉格附近的高堡教務長。1182年，他接受了他的表弟薩爾茨堡大主教阿德爾伯特三世手上的執事職位。同年，他被選為布拉格大主教，布熱季斯拉夫前往美因茨去取得神聖羅馬帝國的確認。他於5月22日受戒為牧師，並於第二天加冕為主教。在隨後的王位爭奪中，他支持前國王弗拉迪斯拉夫一世之子奧托卡一世。 布熱季斯拉夫無法支付為奧托卡一世和奧托卡一世的弟弟摩拉維亞藩侯弗拉迪斯拉夫需要給皇帝亨利六世的6000埃居必要進貢。當布熱季斯拉夫去聖地亞哥-德孔波斯特拉朝聖時，他被皇帝抓獲至他的皇庭成為俘虜。
1192年，奧托卡一世篡奪溫塞斯拉斯二世的爵位。溫塞斯拉斯二世試圖請求國王幫助，但被抓獲。然而，亨利六世不會對波希米亞事務置之不理。1193年6月，他在沃爾姆斯會議上廢黜奧托卡一世。奧托卡一世被貴族遺棄，亨利六世豁免了布熱季斯拉夫的付款，並任命他為波希米亞公爵。

## 在位期間
布熱季斯拉夫三世不得不用武力來保護波希米亞公國。他在1193年聖誕節將王庭設於布拉格。1195年，他驅逐弗拉迪斯拉夫出摩拉維亞及安插了他的支持者至摩拉維亞藩國。布熱季斯拉夫三世還為了神聖羅馬帝國參加了一個在邁森的戰役，但是他的軍隊在那裡掠奪教堂。他原本計劃參加於1195年12月舉行的沃爾姆斯會議上決定的十字軍東征，但是那次十字軍東征從來沒有實行。1197年6月15日或19日因為長期患病布熱季斯拉夫三世去世。
| 布熱季斯拉夫三世 普熱米斯爾王朝逝世於：1197年6月15日或19日 | 布熱季斯拉夫三世 普熱米斯爾王朝逝世於：1197年6月15日或19日 | 布熱季斯拉夫三世 普熱米斯爾王朝逝世於：1197年6月15日或19日 |
| 統治者頭銜                                                 | 統治者頭銜                                                 | 統治者頭銜                                                 |
| ---------------------------------------------------------- | ---------------------------------------------------------- | ---------------------------------------------------------- |
| 前任： 堂兄弟奧托卡一世                                    | 波希米亞公爵 1193年－1197年                                | 繼任： 堂兄弟弗拉迪斯拉夫三世                              |